# Hamat Gader
Hamat Gader (hébreu : חַמַּת גָּדֵר, araméen : חמתא דגדר, hammata degader, grec ancien :  Ἑμμαθά, Emmatha ou Αμαθα, Amatha, arabe : الحمة السورية, al-hamma al-souriya, soit « La  hamma syrienne  ») est un site de la vallée du Yarmouk, près du lac de Tibériade en Israël connu pour ses sources chaudes depuis l'antiquité classique.  
Les Romains y ont construit des thermes qui sont restés en usage jusqu'aux premiers siècles de l'ère islamique et ont été abandonnées après un tremblement de terre au Xe siècle. Au XIXe siècle, alors que le Levant est sous domination ottomane, une branche du chemin de fer du Hedjaz connecte la localité arabe, al-Hamma, aux régions environnantes, ce qui favorise l’émergence d'un tourisme balnéaire. À la suite de la guerre israélo-arabe de 1948, le village se retrouve sous souveraineté israélienne, dans une position excentrée à proximité du tripoint où convergent les frontières israéliennes, jordaniennes et syriennes. La zone d'Hamat Gader est démilitarisée mais la population arabe est expulsée dans les années qui suivent vers la Syrie. La guerre de 1967 permet à Israël de prendre le contrôle du plateau du Golan et par voie de conséquence d'assurer sa pleine souveraineté sur Hamat Gader. Depuis lors, un important complexe touristique a été édifié sur le site, combinant balnéothérapie, archéologie et réserve faunique. 

## Étymologie
Le nom hébraïque du site signifie « sources chaudes [de] Gadara ». Ce site se situe à 4 km en amont des sources, à Umm Qeis, de nos jours en Jordanie. Le toponyme arabe El-Hamma est un cognat du nom hébraïque et le toponyme du tell situé près des sources, Tell Bani, est une corruption du terme latin signifiant « bains »

## Histoire

### Histoire antique

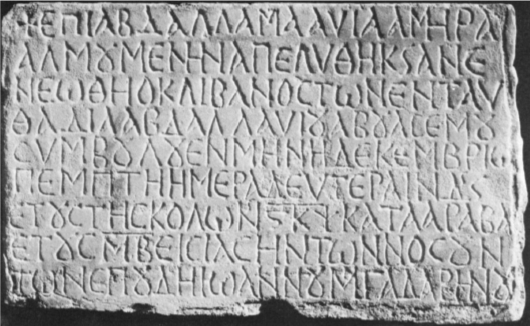
Inscription en grec retrouvée en Syrie, qui crédite Muʿawiya Ier de la restauration des thermes romains à Hamat Gader.

Hamat Gader était  déjà un lieu de villégiature prisé des Romains. Les sources sont mentionnées par Strabon, Origène et Eunape, ainsi que dans la littérature rabbinique du 1er siècle de l'ère commune.
Selon l'Évangile de Matthieu, Jésus aurait délivré du démon deux habitants de Hamat Gader. Selon les Évangiles de Luc et de Marc, cet épisode se situerait dans d'autres localités riveraines du lac de Tibériade au nom différent mais ressemblant.
La dixième légion, garnisonnée à Gadara commence la construction du complexe balnéaire  au IIe siècle. Deux périodes de construction ont été mises en évidence. La période romano-byzantine durant laquelle la plus grande partie des bains est construite et la période musulmane au cours de laquelle des modifications structurelles majeures sont effectuées.
Le site comprend un théâtre romain édifié au IIIe siècle qui offrait deux mille places assises. On y trouve aussi une synagogue de 180 m2 construite entre le  Ve siècle et le VIIe siècle, où on a découvert une belle mosaïque représentant deux lions et dont on peut encore lire les dédicaces en araméen. Cette mosaïque est aujourd'hui exposée dans le hall d'entrée de la Cour suprême d'Israël. Les fouilles archéologiques de la synagogue ont été filmées en 1920 par le « père du cinéma hébreu », Yaakov Ben-Dov, qui a repris ces images dans son film Shivat Zion (« Retour à Sion »).

### Période islamique ancienne
Les eaux chaudes étaient utilisées pour la récréation autant que pour leurs vertus curatives. Les bains de Hamat Gader étaient alimentés par sept sources à différentes températures dont une source minérale chaude, aujourd'hui appelée source de l'enfer, Maayann haguehinom en hébreu, ou la source de la friture, Ain Maklen en arabe. À cette époque, la majorité des bassins était couverte de hauts plafonds à coupole et entourés de murs en marbre.
Plusieurs bâtiments sont endommagés par un tremblement de terre au VIIe siècle et sont restaurés en 633 durant le règne du calife omeyyade Muawiyah I qui réside  à Damas. Des fouilles archéologiques récentes ont révélé l'existence d'édifices publics datant de la période omeyyade comprenant plusieurs pièces au sol recouvert de mosaïques constituées de tesselles rouges, noires et blanches. Il semble que ces bâtiments ont été détruits lors du tremblement de terre de Galilée de 749. Ils sont plus tard reconstruits mais de nouveaux abandonnés après un nouveau tremblement de terre en 1033. Les thermes sont abandonnés et une épaisse couche de limon en recouvre les ruines.

### Période ottomane

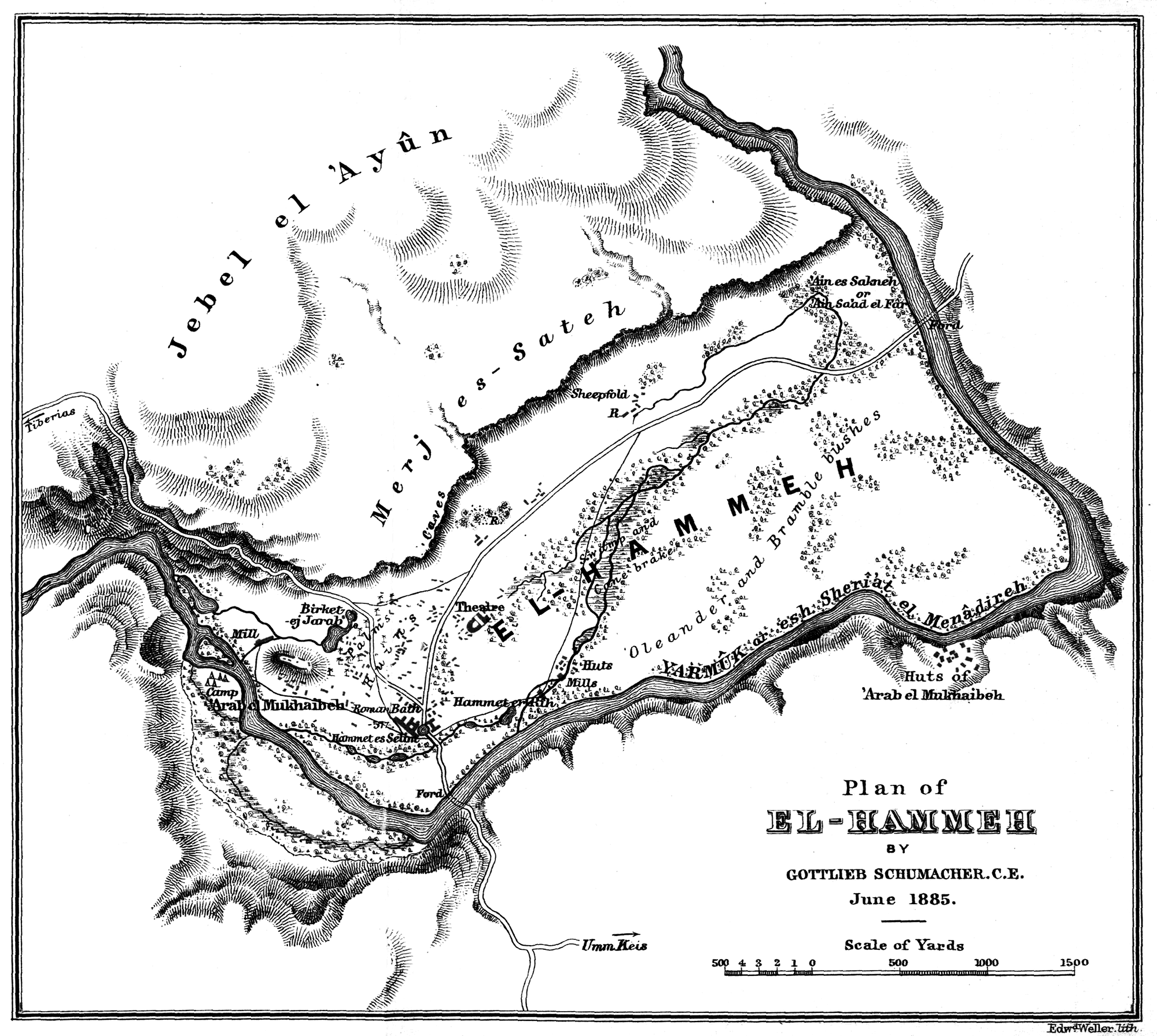
Carte de el-Hamma en 1885.

Le nom du village apparaît dans les registres de taxation ottomans compilés en 1596. Il est mentionné sous le nom de Hammat Jur,  situé dans le nahié de Gawr, du liwa d'Ajloun. Al-Hamma est signalé comme vide (hali), cependant des taxes sont collectées sur un moulin à eau en plus d'une taxe fixe.
In 1875, le géographe français Victor Guérin visite le site et en fait la description suivante : 

« Une fois parvenu sur la rive droite, je me trouve au milieu des ruines d'une petite ville, appelée Kharbet el-Hammeh.  La première grande construction dont les ruines attirent mes regards est un vaste établissement de bains, d'origine romaine probablement; il avait été bâti avec de superbes blocs basaltiques, parfaitement appareillés, et se composait de plusieurs belles salles voûtées en plein cintre, aujourd'hui aux trois quarts démolies. L'une, encore en partie debout, renferme un réservoir circulaire qui mesure 13 mètres de circonférence et 1 mètre 35 de profondeur. Une source chaude et très abondante y bouillonne sans cesse. L'eau en est sulfureuse et d'une température qui m'a paru, au toucher, être d'environ cinquante-cinq degrés centigrades; elle s'en échappe continuellement en formant un ruisseau bordé d'agnus-castus, de lauriers-roses et de doums, qui va se jeter dans le Cheria’t el-Mandhour. Cette source m'a été indiquée sous le nom de A'ïn Oumm Selim. Elle est, dit-on, très salutaire pour beaucoup de maladies, principalement pour celles de la peau. Aussi est-elle assez fréquentée, même de nos jours, au mois d'avril surtout, par un grand nombre d'Arabes, tant des contrées trans-jordanes que de la Galilée. Dès le 15 mai, en effet, la chaleur est telle à Hammeh [...] que les baigneurs se hâtent de se retirer, abandonnant cette petite ville, bouleversée du reste de fond en comble, à sa solitude et aux moustiques, qui, dès lors, y sont innombrables. 
En dehors de cet établissement thermal, dont la plus grande partie devait sans doute servir à héberger tous ceux qu'y attirait la vertu curative de ses eaux, une seconde source, dite A'ïn el-Djerab, moins chaude que la précédente et également sulfureuse, coule à trois cents pas de là au pied d'une âpre colline, aux flancs noirs et basaltiques, qui, vers le nord, commande et enserre la vallée de Hammeh. L'eau, claire et transparente comme du cristal, est légèrement bleuâtre, et remplit un magnifique bassin pavé, que bordaient jadis des pierres actuellement désunies. De hautes herbes et différentes plantes aquatiques environnent aujourd'hui ce réservoir, d'où sort pareillement un ruisseau considérable qui aboutit de même au Cheria't el-Mandhour. Autrefois s'élevaient alentour des constructions, dont il ne subsiste plus que des vestiges confus. Maintenant, elles sont remplacées par un fourré de doums, au milieu desquels on remarque de vieux térébinthes, un admirable acacia mimosa tout chargé de nids d'oiseaux, et d'élégants palmiers.  Une troisième source thermale, appelée Ain er-Riah, forme ailleurs un troisième ruisseau, qui serpente, tiède et limpide, entre une double rangée d'agnus-castus, de lauriers-roses et de doums.  D'autres sources moins importantes apparaissent encore çà et là [...] Quant à la ville qui le contenait, elle a été complètement détruite, et la plus grande partie de l'emplacement qu'elle occupait est depuis longtemps sans doute envahie par une végétation luxuriante d'arbres, d'arbustes et de broussailles, au milieu desquels on se heurte continuellement à des tas de matériaux basaltiques, restes de maisons démolies. J'y ai rencontré aussi quelques tronçons mutilés de colonnes de basalte qui devaient probablement orner jadis un temple. [...] Sur les pentes d'un autre monticule, j'ai retrouvé et examiné les restes d'un théâtre. Il avait été bâti avec de belles pierres de taille basaltiques ; quelques gradins sont encore en place. »

En 1905, le chemin de fer de la vallée de Jezreel est inauguré. Il connecte le port de Haïfa au chemin de fer du Hedjaz via Al-Hamma.

### Palestine mandataire
La frontière que la France et le Royaume-Uni trace entre la Syrie mandataire et la Palestine mandataire en 1923 situe le village arabe d'el-Hamma en territoire palestinien. 
D'après le recensement effectué en 1922, les villages de Samakh et d’al-Hamma ont une population combinée de 976 habitants. Parmi ceux-ci, 922 musulmans, 28 juifs, 1 Bahai et 25 chrétiens dont 6 orthodoxes, 1 catholique romain, 2 melkites, 11 chrétiens de rite arménien et 5 anglicans. En 1931, le village est composé de 46 maisons pour une population de 170 musulmans, un juif et un chrétien. En 1936, un entrepreneur libanais, Souleyman Nasif, obtient une concession pour aménager les sources. el-Hamma devient une destination de villégiature populaire auprès des Arabes de Palestine et des régions environnantes. En 1945, le village compte 290 habitants musulmans. Son finage s'étend sur 1105 dounams. el-Hamma possède alors une grande mosquée dotée d'une fontaine.

### Guerre de 1948 et suites

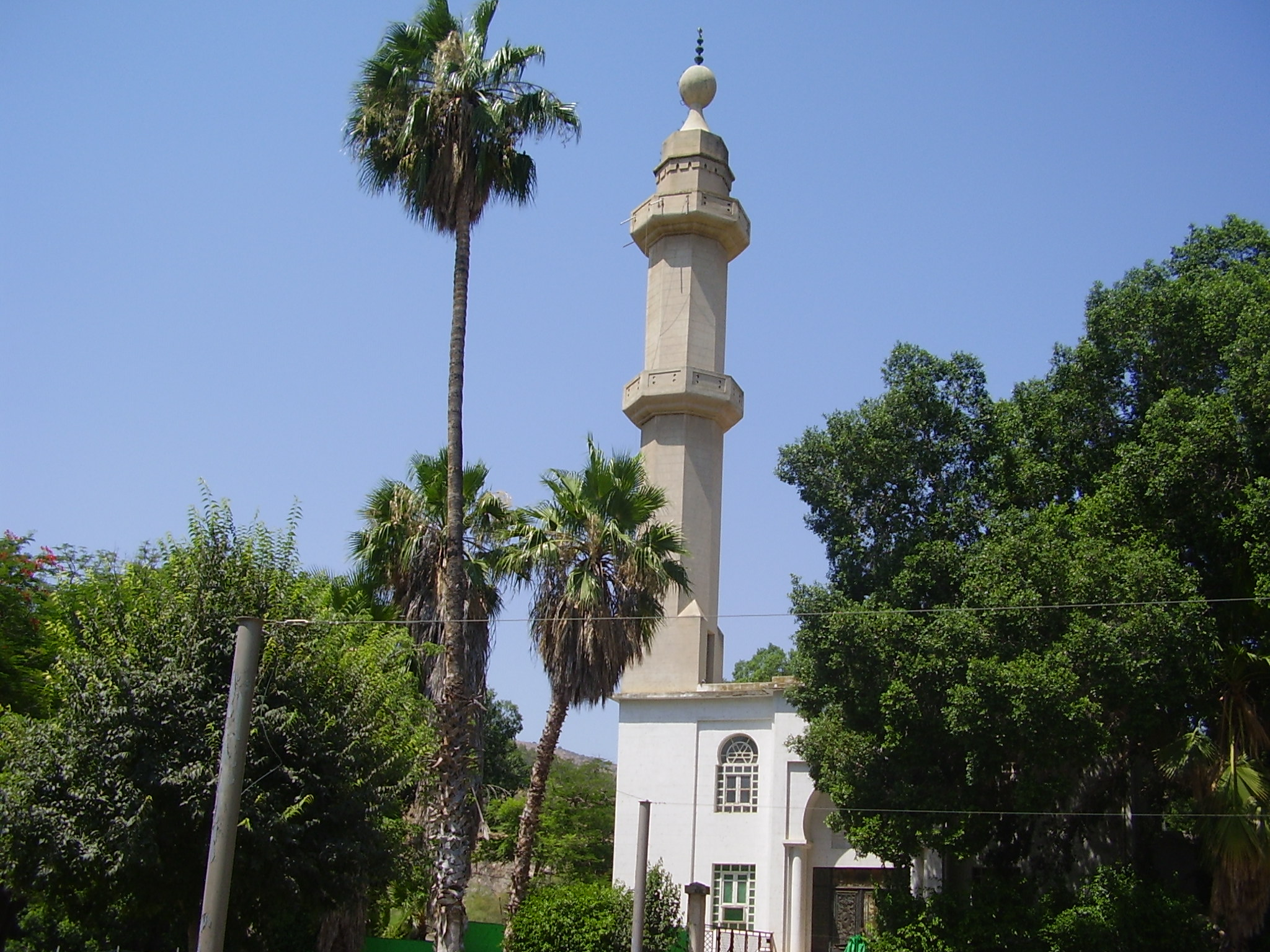
La mosquée d'al-Hamma en 2011.

Pendant la guerre israélo-arabe, en mars-avril 1948, des habitants arabes de Tibériade se réfugient à el-Hamma pour échapper aux troubles qui agitent la ville mais y retournent ensuite. Selon l'historien israélien Benny Morris, de nombreux habitants de la zone d'el-Hamma fuient vers la Syrie en avril et jusqu'à la mi-mai 1948 mais reviennent sur leurs terres lorsque l'armée syrienne en assure le contrôle.
Après la guerre israélo-arabe de 1948, en conformité avec les accords d’armistice syro-israéliens de 1949, el-Hamma est inclus dans une zone démilitarisée constituée entre les deux pays et qui comprend plusieurs villages situés entre la ligne de front et la frontière entre Israël et la Syrie. Les villageois et leurs biens sont formellement protégés par l'article V de l'accord israélo-syrien signé le 20 juillet 1949,. Cependant, le gouvernement israélien est inquiet des dangers posés par ces villages arabes frontaliers soupçonnés d'être loyaux à la Syrie et souhaite que les 2200 habitants de la zone soient transférés vers ce pays. Les Syriens, positionnés sur plateau du Golan au-dessus de Hamat Gader, occupent une position stratégique face aux Israéliens.
Le 4 avril 1951, un groupe de soldats et de membres de la police des frontières israéliennes entreprend d'affirmer la souveraineté israélienne sur Hamat Gader. Les soldats israéliens n'étant pas autorisés à pénétrer dans la zone démilitarisée, ils se déguisent en policiers. Les troupes syriennes gardant l'entrée du village leur demandent de faire demi-tour mais les éléments israéliens refusent et pénètrent sur le site. Les Syriens ouvrent alors le feu et sur les 22 hommes de ce groupe, 7 sont tués, 3 blessés et un soldat est fait prisonnier. Cet échange de tirs est connu sous le nom d'incident d'el-Hamma. Le jour suivant, quatre avions israéliens bombardent le poste de police d'al-Hamma et une position syrienne. Deux femmes sont tuées et six habitants blessés. Selon l'historien palestinien Walid Khalidi, les autorités israéliennes ont alors décidé d'expulser les villageois, un processus qui a eu lieu entre 1949 et 1956. Il décrit les vestiges du village arabe en 1992 :

« La mosquée abandonnée est encore debout, son minaret et ses colonnes de marbre sont intactes. Cinq bâtiments à l'est du site du village sont construits en basalte noir. La gare existe encore et le nom du village est inscrit à son entrée. Il y a trois autres bâtiments abandonnés à côté de la gare, ainsi que les vestiges de maisons détruites,. »

### Hamat Gader depuis 1967

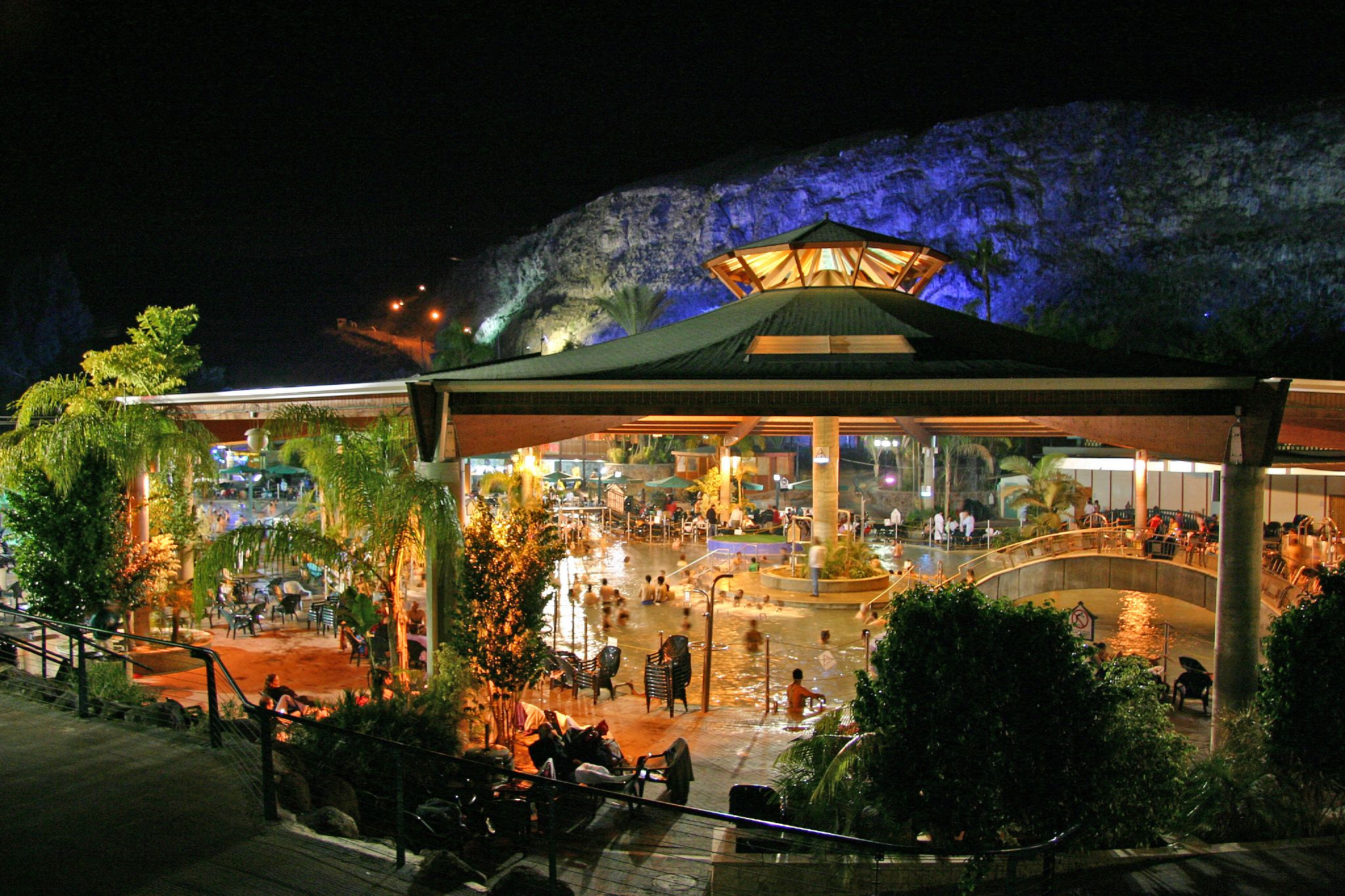
Hamat Gader, la nuit

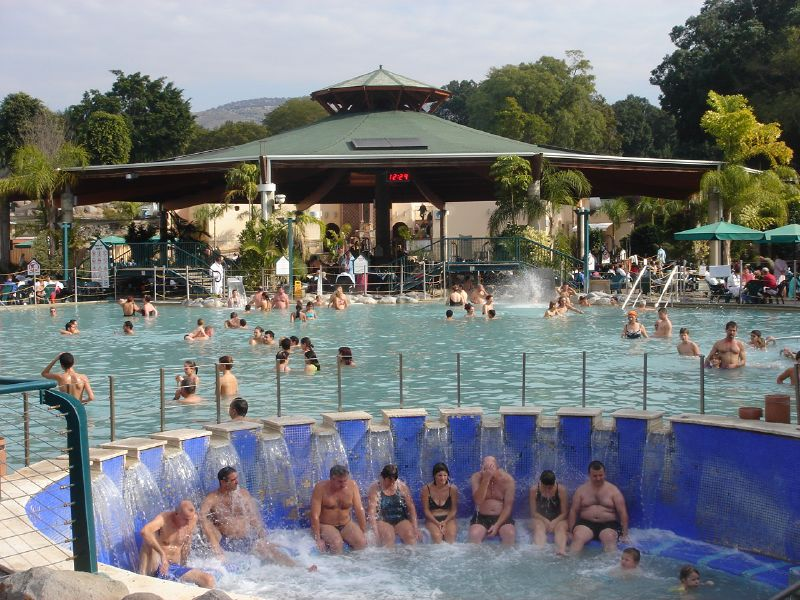
Hamat Gader,la journée

Au cours de la guerre des Six Jours en 1967, Israël prend le contrôle du plateau du Golan et ouvre le site au public.
Un nouveau centre de balnéothérapie est ouvert en 1977,.
Hamat Gader est maintenant comprenant un centre de loisirs, un hôtel de luxe, un centre de cure et une réserve faunique comprenant 200 crocodiliens dont des crocodiles, des alligators, des caïmans et des gavials ainsi que des oiseaux exotiques.